# Světločivná buňka
Světločivná buňka je fotoreceptorická buňka, která je schopna zachytit foton a na tento podnět způsobit depolarizaci buněčné membrány gangliových buněk, které pak tento vzruch zpravidla předávají buňkám nervovým zrakového nervu. Světločivné buňky tvoří základ fotoreceptorů.

## Lidské světločivné buňky

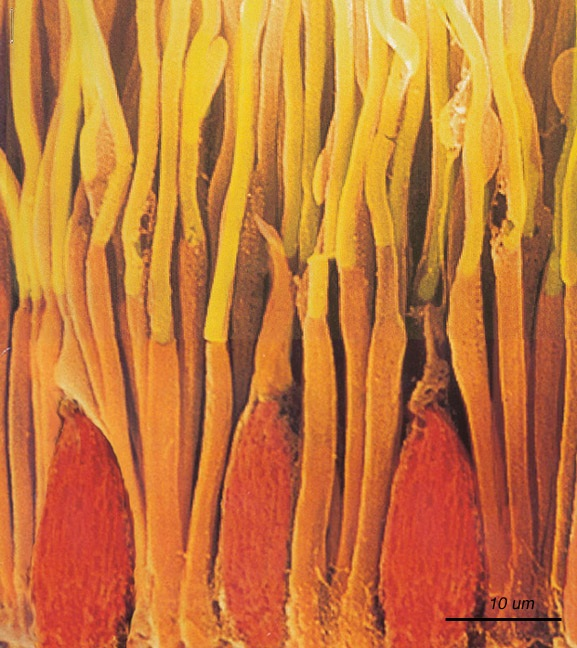
Skenovací elektronový mikrofotografie tyčinek a čípků sítnice primátů

U obratlovců se světločivné buňky nalézají na sítnici oka. Mezi tyto buňky řadíme tyčinky (černobílé vidění) a čípky (barevné vidění). Vždy několik světločivných buněk připadá na jednu buňku gliovou, několik buněk gliových pak zase na jednu buňku nervovou, vedoucí vzruch do centrálního nervového systému (CNS). Tak vzniká oblast určité velikosti, která vede vzruch k jednomu neuronu. Čím jsou tyto oblasti menší, tím je vyšší rozlišovací schopnost v dané lokalitě. Nejvyšší ostrost je fyziologicky situována do oblasti žluté skvrny sítnice.